# Kongsberg
Kongsberg este o comună din provincia Buskerud, Norvegia.